# Borys Paton

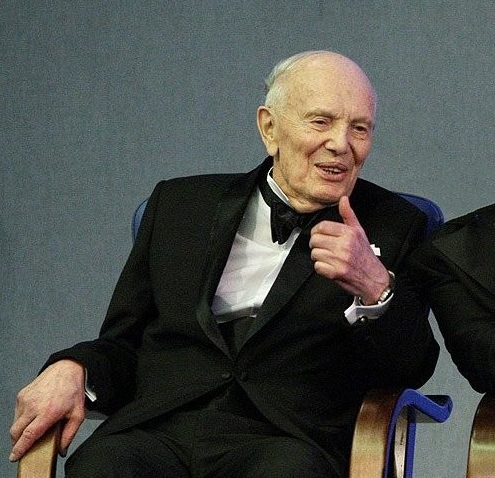
Borys Paton, 2010

Borys Jewhenowytsch Paton (ukrainisch Борис Євгенович Патон, russisch Борис Евгеньевич Патон; * 27. November 1918 in Kiew, Ukrainischer Staat; † 19. August 2020 ebenda) war ein ukrainischer Wissenschaftler, Spezialist im Bereich des elektrischen Schweißens und Präsident der Nationalen Akademie der Wissenschaften der Ukraine.
Patons Vater Jewgeni Oskarowitsch Paton (1870–1953) war Erfinder des Lichtbogenschweißens und Ingenieur für Brückenbau. 1941 schloss Paton sein Studium am Kiewer Polytechnischen Institut ab und arbeitete zunächst ein Jahr im Werk „Krasnoje Sormowo“ in Gorki und anschließend an dem von seinem Vater 1934 gegründeten und geleiteten Institut für Elektroschweißen der Akademie der Wissenschaften der UdSSR in Kiew. Nach dem Tod seines Vaters übernahm Paton den Posten des Direktors des nun seit 1945 nach seinem Vater benannten Instituts. 1962 wurde er zusätzlich zum Präsidenten der Akademie der Wissenschaften der Ukrainischen SSR gewählt. Zugleich wurde er Vollmitglied der Akademie der Wissenschaften der UdSSR.
Paton wurde unter anderem mit dem Stalin- und Leninpreis ausgezeichnet. Zudem wurde ihm viermal der Leninorden und zweimal der Titel Held der sozialistischen Arbeit verliehen. Außerdem war er Träger des Verdienstordens für das Vaterland 2. und 1. Klasse und des Ordens der Freiheit der Ukraine. Borys Paton war 1998 der erste Träger des Titels Held der Ukraine.
In der DDR wurde Paton 1967 mit dem Vaterländischen Verdienstorden in Bronze ausgezeichnet. Von 1980 an war er auswärtiges Mitglied der Akademie der Wissenschaften der DDR bis zu deren Auflösung im Jahre 1992. 1989 wurde er Ehrendoktor der Technischen Universität Chemnitz. 1991 wurde er zum ordentlichen Mitglied der Academia Europaea gewählt. Der Asteroid des mittleren Hauptgürtels (2727) Paton ist nach ihm und seinem Vater Jewgeni Paton benannt. Er starb 101-jährig in Kiew und wurde dort auf dem Baikowe-Friedhof beerdigt.